# Putimov
Putimov (německy Putimow) je obec v okrese Pelhřimov v Kraji Vysočina. Žije zde 283 obyvatel.

## Historie
První písemná zmínka o obci pochází z roku 1379. Po rozdělení panství Červená Řečice připadl Trčkům z Lípy, od roku 1572 k pelhřimovskému statku.
Obec Putimov v roce 2011 obdržela ocenění v soutěži Vesnice Vysočiny, konkrétně získala ocenění zelená stuha, tj. ocenění za péči o zeleň a životní prostředí.

## Obyvatelstvo
| Rok            | 1869 | 1880 | 1890 | 1900 | 1910 | 1921 | 1930 | 1950 | 1961 | 1970 | 1980 | 1991 | 2001 | 2011 | 2021 |
| -------------- | ---- | ---- | ---- | ---- | ---- | ---- | ---- | ---- | ---- | ---- | ---- | ---- | ---- | ---- | ---- |
| Počet obyvatel | 264  | 257  | 291  | 249  | 270  | 281  | 287  | 209  | 167  | 150  | 166  | 195  | 226  | 260  | 266  |
| Počet domů     | 45   | 43   | 43   | 44   | 45   | 45   | 46   | 43   | 34   | 37   | 44   | 50   | 67   | 81   | 88   |

## Obecní správa a politika
V letech 1869–1900 Putimov patřil jako osada obce ke Skrýšovu v okrese Pelhřimov. V letech 1910–1979 byl obcí. Od 1. ledna 1980 do 23. listopadu 1990 patřil jako část města k Pelhřimovu a od 24. listopadu 1990 je opět samostatnou obcí. Od 1. dubna 1976 do 31. prosince 1979 k obci patřil Proseč pod Křemešníkem.

### Obecní symboly
Znak a vlajka byly obci uděleny rozhodnutím předsedy Poslanecké sněmovny Parlamentu České republiky dne 21. června 2018.

### Politika
V letech 2006–2010 působil jako starosta Jaroslav Haruda, od roku 2010 tuto funkci zastával Jiří Sobotka. V současné době je jím Josef Pulda.

## Pamětihodnosti
- Kaple Nejsvětější Trojíce na návsi, z roku 1830

## Zajímavosti
- V obci se natáčel film Smuteční slavnost.

## Akce
- Mezi lety 2009–2019 zde každoročně poslední sobotu v červenci probíhala akce zvaná Putimovská lávka.